# Abdrücksignal

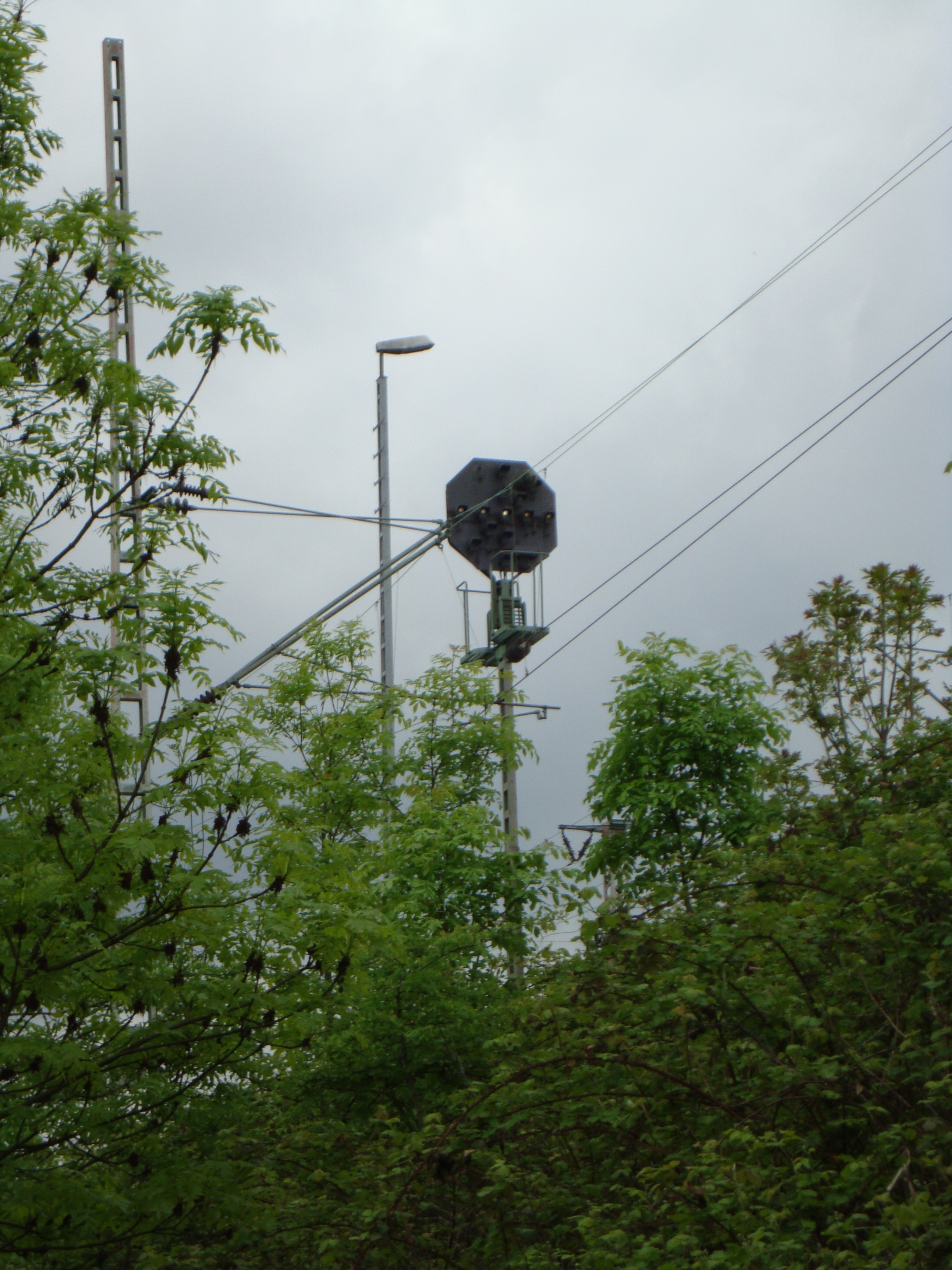
Ein Abdrücksignal in Deutschland

Ein Abdrücksignal ist ein Rangiersignal der Eisenbahn. Es regelt das hauptsächlich in Rangierbahnhöfen durchgeführte Abdrücken von Güterwagen über einen Ablaufberg durch eine Rangierlokomotive. Die Abdrücksignale zählen in Deutschland mit den Signalen Ra 6 bis Ra 9 zu den Signalen für den Rangierdienst.

## Abdrücksignale in Deutschland

### Formsignal
Das mechanische Abdrücksignal (auch Form-Abdrücksignal bzw. Abdrück-Formsignal) besitzt eine runde schwarze Scheibe mit weißem Rand, vor der sich ein weißer, schwarzumrahmter beweglicher Balken befindet. Der Flügel ist gewölbt und wird bei Dunkelheit beleuchtet. Dieses Signal wird als Bauart (Pintsch-)Roudolf bezeichnet.
Die runde Scheibe konnte ursprünglich auch weiß sein und einen schwarzen Rand aufweisen. Vereinzelt kamen Signale mit vollkommen schwarzer Scheibe vor.
In Bayern gab es außerdem das so genannte Hammersignal; es besaß einen hammerförmigen, weißen Signalflügel mit schwarzem Rand, der bei Dunkelheit beleuchtet wurde. Dieses Signal existierte bis in die 1970er Jahre.

### Lichtsignal
Beim Lichtabdrücksignal oder auch Abdrück-Lichtsignal sind weiße Lichter in drei Lichtbalken angeordnet. Befestigt sind diese Lichter auf einem achteckigen schwarzen Signalschirm. Im Bereich der ehemaligen Deutschen Bundesbahn sind es fünf Lichter pro Reihe (ausnahmsweise auch drei), im Gebiet der ehemaligen Deutschen Reichsbahn dagegen vier. Der mittlere Lichtpunkt, der dauernd leuchten müsste, entfiel. Damit wurden zusätzlich die Signalschaltungen vereinfacht.

### Signalbilder
| Bezeichnung | Bedeutung | Signalbild                                                                                            | Bild |
| ----------- | --- | --- | ---- |
| Ra 6        | Halt! Abdrücken verboten.                                                                                      | Ein waagerechter weißer Balken mit schwarzem Rand oder ein waagerechter weißer Lichtstreifen.         |      |
| Ra 7        | Langsam abdrücken.                                                                                             | Ein weißer Balken mit schwarzem Rand oder ein weißer Lichtstreifen schräg nach rechts aufwärts        |      |
| Ra 8        | Mäßig schnell abdrücken.                                                                                       | Ein senkrechter weißer Balken mit schwarzem Rand oder ein senkrechter weißer Lichtstreifen            |      |
| Ra 9        | Zurückziehen. Das Signal bedeutet, die Rangierfahrt soll entgegen der Ablaufrichtung vom Ablaufberg wegfahren. | Ein senkrechter Lichtstreifen, vom oberen Ende nach rechts abzweigend ein waagerechter Lichtstreifen. |      |

## Abdrücksignale in anderen Ländern
Form-Abdrücksignale weisen bzw. wiesen in vielen Ländern erheblich andere Formen auf als in Deutschland, zum Beispiel in den Niederlanden zwei durchbrochene rote Signalflügel an einem Mast oder in Rumänien ein drehbarer schwarzer Signalflügel mit je einer roten und weißen Markierung an dessen Ende.
Licht-Abdrücksignale sind bzw. waren beispielsweise in Polen, der Schweiz (dort als Ablaufsignal bezeichnet) und Italien den deutschen sehr ähnlich; in vielen anderen Ländern ähneln sie dagegen eher den gewöhnlichen anderen Haupt- oder Rangiersignalen.

## Wegfall von Abdrücksignalen
In modernen automatisierten Rangierbahnhöfen werden aufgrund der Bedienung der Abdrücklokomotiven vom Ablaufstellwerk aus durch Funkfernsteuerung oder wegen der Nutzung von Rangierfunkverbindungen keine Abdrücksignale mehr benötigt.
Die letzten mechanischen Abdrücksignale im Netz der Deutschen Bahn AG stehen in den Bahnhöfen Aalen (Württemberg) und Oldenburg (Niedersachsen) und Wanne Eickel (NRW)Rangierbahnhof. Beide Signale sind seit Jahren nicht mehr in Betrieb (Stand: September 2018) in Wanne Eickel in Betrieb bis heute. Museal erhaltene Form-Abdrücksignale gibt es u. a. in Herzberg (Harz) und Vienenburg. Licht-Abdrücksignale sind auch 2018 vereinzelt noch in Gebrauch. Vielfach dienen sie als Rückfallebene.